# Zayne Emory
Zayne Emory (McMinnville, Oregon, 1998. június 3. –) amerikai színész.

## Élete
Zayne Emory 1998. június 3-án született McMinnvile-ben, Oregon államban. Játszott már olyan sorozatokban is, mint a Supergirl, vagy a 24: Újratöltve. 

## Szerepei
Karrierje során Zayne több, mint húsz produkcióban vett részt:

### Televíziós sorozatok
| Év        | Cím                     | Szerep                                              | Megjegyzés   |
| --------- | ----------------------- | --------------------------------------------------- | ------------ |
| 2017      | Runaways                | Brandon                                             | epizódszerep |
| 2016-2017 | Supergirl               | Rick Malverne/Rick Malverne Jr.                     | 2 epizód     |
| 2016-2017 | 24: Újratöltve          | Drew Phelps                                         | 4 epizód     |
| 2015-2017 | A Goldberg család       | JC Spink                                            | 7 epizód     |
| 2015      | Crazy Ex-Girlfriend     | Brendan Proctor                                     | 3 epizód     |
| 2014      | See Dad Run             | Greg Howard                                         | epizódszerep |
| 2013      | Harcra fel!             | Tad Monaco                                          | epizódszerep |
| 2013      | Modern család           | Filmgoer                                            | epizódszerep |
| 2013      | Zsenipalánták           | Graham                                              | epizódszerep |
| 2011-2012 | Szégyentelenek          | Simon                                               | 2 epizód     |
| 2010-2011 | Benne vagyok a bandában | Chucky/Charles Albertson/Charles 'Chucky' Albertson | 5 epizód     |
| 2011      | CSI: Miami helyszínelők | Bobby Nolan                                         | epizódszerep |
| 2011      | Indul a risza!          | Howard                                              | epizódszerep |
| 2010      | A főnök                 | Avery Disken                                        | epizódszerep |
| 2010      | Szellemekkel suttogó    | Pig Mask Kid                                        | epizódszerep |
| 2010      | Született feleségek     | 12-Year Old Patrick                                 | epizódszerep |
| 2009      | Gyilkos elmék           | Ryan                                                | epizódszerep |

### Filmek
| Év   | Cím                           | Szerep                 | Megjegyzés |
| ---- | ----------------------------- | ---------------------- | ---------- |
| 2017 | Brimming with Love            | Tyler                  | TV film    |
| 2016 | Maximum Ride - Szárnyra kapva | Iggy                   |            |
| 2015 | Little Loopers                | David                  |            |
| 2014 | An American Education         | Lance                  | TV film    |
| 2012 | Shmarmaggie Saves the World   | Max                    | TV film    |
| 2011 | Őrült, dilis, szerelem        | Robbie's Friend (Eric) |            |
| 2009 | Mercy                         | Michael                | rövidfilm  |

## További információ
- Zayne Emory az Internetes Szinkronadatbázisban (magyarul)
- Zayne Emory az Internet Movie Database-ben (angolul)
- Zayne Emory a Rotten Tomatoeson (angolul)